# مورغان كوهان
مورغان كوهان (بالإنجليزية: Morgan Kohan؛ مواليد 30 ديسمبر 1993 في فانكوفر، كندا) هي ممثلة كندية معروفة بأدوارها في مسلسلات الدراما العائلية والرومانسية. نالت شهرة واسعة بدورها في شخصية ليليان والش في مسلسل «When Hope Calls» (2019)، وتولت الدور الرئيسي في مسلسل «Sullivan's Crossing» (2023)،  بالإضافة إلى إطلالات ضيفة في أعمال شهيرة مثل «Star Trek: Discovery» و«Batwoman».

## الحياة المبكرة والتعليم
مورغان كوهان وُلدت في 30 ديسمبر 1993 بمدينة سمرلاند (كولومبيا البريطانية) بكندا. تلقت تدريبها الفني في برنامج الـ«Triple Threat» للتمثيل والغناء والرقص في أكاديمية راندولف للفنون الأدائية في تورونتو. كانت تنوي في البداية متابعة مهنة الرقص قبل أن تغيّر مسارها نحو التمثيل.

## الحياة المهنية

### الأدوار المبكرة (2014-2018)
ظهرت كوهان لأول مرة في أدوار ضيفة بمسلسل «Murdoch Mysteries» عام 2014 و«Kim’s Convenience» عام 2016، وStar Trek: Discovery وBatwoman. ثم جسدت دور «إيفي بومونت» المتكرر في مسلسل الجريمة الدرامي «Ransom» (2017–2018). ثم ظهرت كوهان في فيلم The Black Widow Killer من إنتاج Lifetime ، من إخراج أدريان لانجلي، حيث جسدت شخصية آبي دواير.  في عام 2019، لعبت كوهان دور البطولة في فيلم الدراما الخيالية والرعب Demons Inside Me من إخراج ألكسندر كاريير، حيث لعب دور جاد ويليامز.

### الشهرة والإنتشار
نالت شهرة واسعة بدورها «ليليان والش» وهو الدور الرئيسي في مسلسل «When Hope Calls»، وهو عمل منبثق عن مسلسل When Calls the Heart على ‏ قناة Hallmark ‏، ويستند إلى سلسلة كتب Canadian West ‏، ومن تأليف جانيت أوك ‏، حيث عُرض بين 2019 و2022 وحقق نسب مشاهدة مرتفعة. في 2020 مثّلت في فيلم «Love on Harbor Island» بدور «ليلي» من إنتاج Hallmark من إخراج لوسي جويست.  في نفس العام، شاركت في بطولة الفيلم الكوميدي للمخرج دينيس ألكسندر نيكلسون بعنوان Kitty Mammas مع بول سونغ هيونغ لي وجانيت بورتر وكاثرين كوهوت وفيينا هيهير. .

### الشهرة العالمية (2023–الآن)
في عام 2021، عملت كوهان مع شريك حياتها درو نيلسون في الأفلام التلفزيونية: حفل زفاف رومانسي، وحفل زفاف عاصف.. في يونيو 2022 أعلنت Variety اختيار كوهان إلى جانب تشاد مايكل موراي ، وتوم جاكسون ، وأندريا مينارد ، وسكوت باترسون لبطولة مسلسل «Sullivan’s Crossing» المستوحى من روايات روبن كار، وعُرض أولاً على قناة CTV عام 2023 ثم على The CW ونتفليكس. جسّدت كوهان الدور الرئيسي «ماجي سوليفان»، جَرَّاحة أعصاب تعود لمسقط رأسها في نوفاسكوشا، وتفاعلت بأداء حاز إشادة النقاد .

#### مواقع التصوير
يُصوَّر «Sullivan’s Crossing» في مواقع طبيعية قرب هاليفاكس، نوفا سكوشا، حيث تضفي البيئات الشمالية الخلابة على جو الدراما.

## فيلموغرافيا

### تلفزيون
| سنة           | عنوان              | دور                   | ملحوظات                |
| ------------- | ------------------ | --------------------- | ---------------------- |
| 2017          | ألغاز مردوخ        | سارة جلاس             | حلقة واحدة             |
| 2017          | راحة كيم           | جين                   | حلقة واحدة             |
| 2018          | ستار تريك: ديسكفري | تاجر أسلحة            | حلقة واحدة             |
| 2018          | في ازدراء          | امرأة بيضاء عشوائية   | حلقة واحدة             |
| 2018          | فدية               | إيفي بومونت           | 3 حلقات                |
| 2018          | عندما ينادي القلب  | ليليان والش           | حلقة واحدة             |
| 2019          | النوع الجريء       | ريسا                  | حلقة واحدة             |
| 2019          | زحف خارجا          | فاي                   | حلقة واحدة             |
| 2019–حتى الآن | عندما ينادي الأمل  | ليليان والش           | الدور الرئيسي          |
| 2021          | باتومان            | ستيفاني براون         | حلقة واحدة             |
| 2022          | عملية زرع          | كيسي جريشولم          | حلقة واحدة             |
| 2023–حتى الآن | معبر سوليفان       | الدكتورة ماجي سوليفان | الدور الرئيسي، 20 حلقة |

## الدور في القضايا المجتمعية
تشارك كوهان في حملات مدنية لدعم صحة المرأة والشباب في كندا، وقد تحدثت في لقاء مع HELLO! عن أهمية دور الإعلام في رفع معنويات الجمهور.

## روابط خارجية
- Morgan Kohan في قاعدة بيانات الأفلام على الإنترنت